# جيم وولف
جيم وولف (بالإنجليزية: Jim Wolf)‏ هو حكم كرة قاعدة ‏ أمريكي، ولد في 24 يوليو 1969 في West Hills, Los Angeles ‏ في الولايات المتحدة.